# Mishawaka
Mishawaka, "the Princess City",  stad i Indiana, USA med 46 557 invånare (2000). Staden är tvillingstad med South Bend.